# عمارت بیلتمور

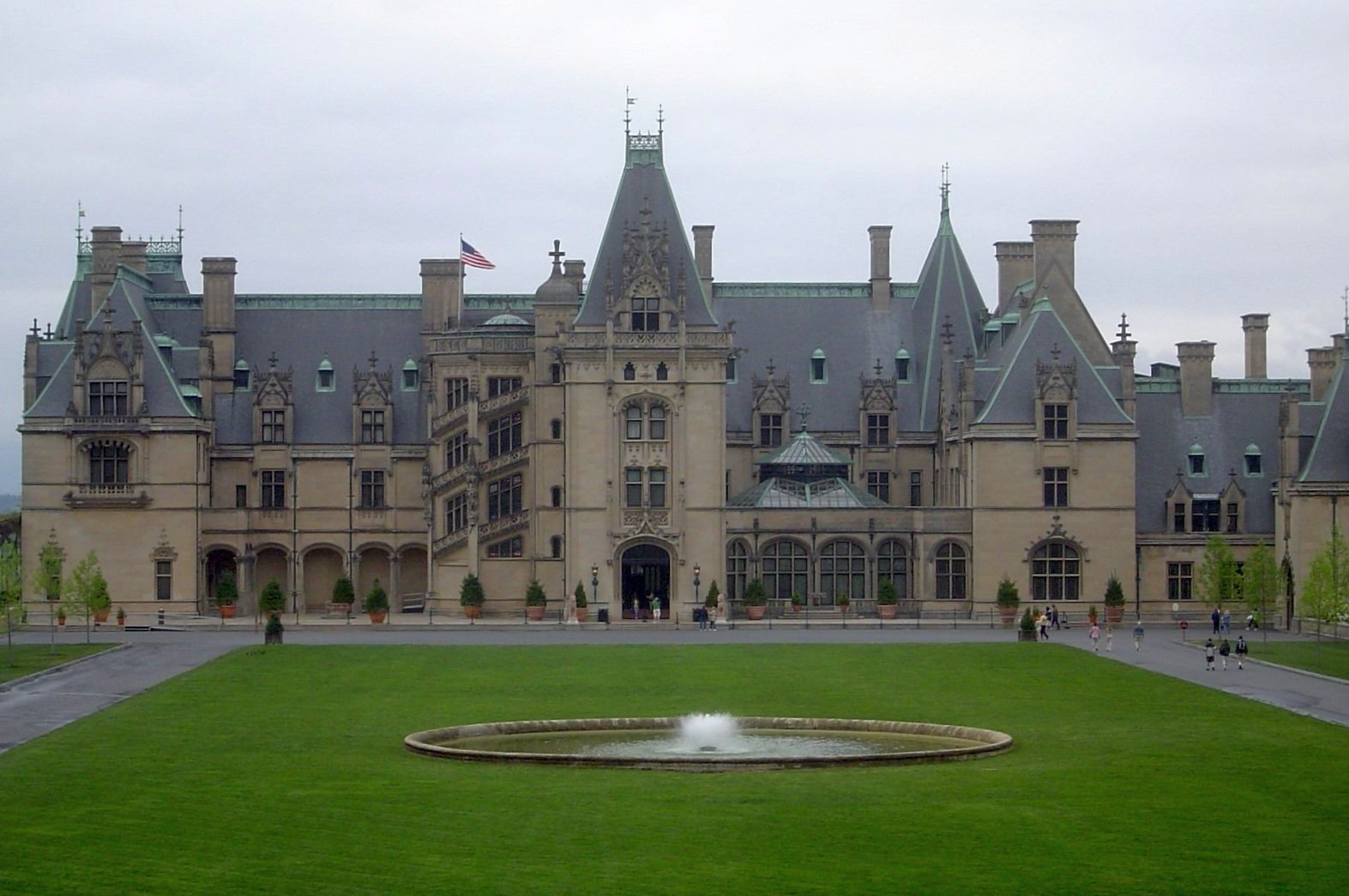

عمارت بیلتمور (به انگلیسی: Biltmore Estate) عمارتی تاریخی و فرهنگی در اشویل در کارولینای شمالی است. این عمارت به مساحت ۱۰٫۸۶ مایل مربع معادل ۱۶۶۲۳ متر مربع بزرگترین خانه با مالکیت خصوصی در آمریکاست؛ این بنا بین سالهای ۱۸۸۹ تا ۱۸۹۵ توسط جرج واشینگتن وندربیلت دوم ساخته شد.
معمار بنا ریچارد موریس هانت بود.

## پیوند رسمی
- وبگاه رسمی عمارت